# Lepidozona interfossa
Lepidozona interfossa är en blötdjursart som först beskrevs av Berry 1917.  Lepidozona interfossa ingår i släktet Lepidozona och familjen Ischnochitonidae. Inga underarter finns listade i Catalogue of Life.